# نبرد ویازما–بریانسک
نبرد ویازما–بریانسک به مجموعه درگیری‌های نظامی در ماه اکتبر سال ۱۹۴۱ در نواحی شهرهای ویازما و بریانسک در ۳۵۰ کیلومتری غرب مسکو، پایتخت شوروی، بین ورماخت و ارتش سرخ در جبهه شرقی جنگ جهانی دوم اشاره دارد.
تهاجم نیروهای آلمانی با اسم رمز «عملیات تایفون»، با هدف محاصره و انهدام مدافعان مسکو و گشودن راه جهت حرکت به سمت پایتخت شوروی، از ۲ اکتبر سال ۱۹۴۱ از سه محور آغاز شد. آلمانی‌ها با غافلگیر کردن طرف مقابل، تا ۱۰ اکتبر در قالب دو ناحیه عمده در اطراف شهرهای ویازما و بریانسک، قریب به یک میلیون نفر از نیروهای سه جبهه ارتش سرخ را به محاصره درآوردند. با پاکسازی این دو منطقه تا حدود روز ۲۰ اکتبر، هفت ارتش میدانی شوروی منهدم و حدود ۷۰۰ هزار نفر از نیروهای آن به اسارت آلمانی‌ها درآمدند. ورماخت با کسب این پیروزی بزرگ یک شکاف ۳۰۰ کیلومتری در خطوط دفاعی مدافعان غرب مسکو ایجاد و امکان ادامه پیشروی را فراهم آورد.

## پیش‌زمینه
عملیات بارباروسا، تهاجم آلمان به شوروی، از ۲۲ ژوئن ۱۹۴۱ آغاز شد. نیروهای آلمانی با شکست‌دادن دفاع مرزی ارتش سرخ، پیشروی سریعی در عمق خاک شوروی داشتند. تا اوایل ژوئیه ۱۹۴۱، ورماخت سه ارتش میدانی ارتش سرخ را در غرب مینسک محاصره و منهدم کرد و سپس از رودهای دوینا و دنیپر عبور نمود. موفقیت‌های مشابهی نیز در جناحین شمالی و جنوبی برای آلمان به‌دست آمد. در مرحلهٔ دوم عملیات، آلمانی‌ها پس از یک ماه مبارزهٔ سنگین، محاصرهٔ بزرگ دیگری — این بار حوالی اسمولنسک — ایجاد کردند و سه ارتش میدانی دیگر شوروی را از بین بردند.
بحث پیرامون چگونگی بهره‌گیری از پیروزی‌های اولیهٔ عملیات و تهاجم به مسکو از ژوئیه ۱۹۴۱ میان رهبران فرماندهی عالی آلمان در جریان بود. بسیاری از فرماندهان نیروی زمینی، ارتشبد فرانتس هالدر، به‌خصوص رئیس ستاد کل نیروی زمینی، خواهان پیشروی بلافاصلهٔ گروه ارتش مرکز به‌سمت مسکو بودند. چنین تهاجمی مسکو را در معرض تهدید قرار می‌داد، بنابراین بخش اصلی نیروهای ارتش سرخ را وادار به نبرد می‌کرد و امکان انهدام آن‌ها برای آلمانی‌ها فراهم می‌شد. با این حال، با دخالت آدولف هیتلر، پیشوای آلمان، سرانجام تصمیم بر این شد که تمرکز نیروهای زرهی گروه ارتش مرکز بر شهرهای لنینگراد و کی‌یف در جناحین باشد. این تغییر مسیر اگرچه موفقیت‌های بزرگی را در پی داشت، موجب اخلال و تأخیر در حرکت گروه ارتش مرکز به‌سمت مسکو شد.

## آماده‌سازی و طرح‌ریزی آلمان
درحالی‌که به نظر می‌رسید گروه ارتش شمال و گروه ارتش جنوب به‌کمک گروه ارتش مرکز توان اصلی نیروهای جبهه‌های شمال غربی و جنوب غربی شوروی را از بین برده‌اند، روز ۵ سپتامبر هیتلر با احضار هالدر، برنامه خود برای تهاجم به مسکو را با او در میان گذاشت. هیتلر گفت که این تهاجم می‌بایست در ۸ تا ۱۰ روز آینده آغاز شود. هیتلر می‌خواست گروه زرهی ۲ پس از پایان نبردهای اوکراین به‌سمت شرق چرخش کند.
پیش از پایان نبرد کی‌یف، روز ۶ سپتامبر هیتلر با صدور فرمان شماره ۳۵ پیشوا مقرر کرد گروه ارتش مرکز در اواخر سپتامبر تهاجم بزرگ دیگری به‌سمت شرق داشته باشد. این فرمان، نیروهای آلمان را موظف می‌کرد تا پیش از رسیدن زمستان، مدافعان مسکو را منهدم کنند و به‌سمت این شهر پیش بروند. بر مبنای این فرمان، گروه ارتش مرکز می‌بایست با تهاجم در جهت عمومی ویازما، «گروه ارتش تیموشنکو» را پیش از عقب‌نشینی منظم آن به‌سمت مسکو، در شرق اسمولنسک از دو طرف با نیروهای زرهی محاصره و منهدم کند. برای این کار، دو «گروه شوک» می‌بایست تشکیل می‌شد: یک گروه در جناح جنوبی در جنوب شرقی شهر روسلافل که محور تهاجم آن به‌سمت شمال شرقی بود؛ این گروه می‌بایست از نیروهای گروه ارتش مرکز و لشکرهای دوم و پنجم زرهی که جهت اجرای این مأموریت آزاد می‌گشتند، ساخته می‌شد. گروه دیگر در ناحیهٔ ارتش نهم و با محور تهاجم از طریق شهر بلیی بود؛ این گروه می‌بایست تا جای ممکن شامل آرایش‌های بزرگی از گروه ارتش مرکز می‌شد.
۱۰ سپتامبر، فرماندهی عالی نیروی زمینی آلمان بر مبنای فرمان هیتلر، از جانب خود دستور به «ادامهٔ عملیات‌ها» داد. این فرمان به «انهدام گروه ارتش تیموشنکو» اهمیت کمتری می‌داد و ادامهٔ حرکت به‌سمت مسکو را منوط به «تکمیل محاصره» و «اطمینان از انهدام نیروهای دشمن» می‌دانست. بر این اساس، گروه زرهی ۲ و ارتش دوم ورماخت نیز به‌سمت شمال شرقی یورش می‌بردند و جناح راست آن‌ها شهر اریول را تصرف می‌کرد؛ بنابراین بیشتر نیروهای ارتش دوم ورماخت از فرایند انهدام محاصرهٔ کی‌یف جدا می‌شدند تا همراه گروه زرهی ۲، محور سوم تهاجم را مستقل از نیروهای محدودهٔ ویازما ایجاد نمایند و از جناح راست مابقی نیروها محافظت کنند. فرماندهی عالی نیروی زمینی آلمان قصد داشت با الحاق گروه‌های زرهی ۳ و ۴، حلقهٔ محاصره را در ویازما ببندد اما فیلدمارشال فون بک ترجیح می‌داد محاصره در گژاتسک، در شرق ویازما، بسته شود. سرانجام توافق بر این شد که دو گروه زرهی حلقهٔ درونی را در ویازما و حلقهٔ بیرونی را در گژاتسک ببندند.
پیوست شماره ۱ به فرمان فرماندهی عالی نیروی زمینی با تأکید بر نیروهای متحرک، قرارگاه فرماندهی یک سپاه به‌همراه دو لشکر پیاده‌نظام و قرارگاه فرماندهی یک سپاه موتوریزه به‌همراه دو لشکر زرهی و دو لشکر پیاده‌نظام موتوریزه را از گروه ارتش جنوب به گروه زرهی ۲ منتقل کرد. گروه ارتش شمال هم موظف شد قرارگاه فرماندهی گروه زرهی ۴ را به‌همراه قرارگاه فرماندهی سه سپاه، پنج لشکر زرهی و دو لشکر پیاده‌نظام موتوریزه به گروه ارتش مرکز انتقال دهد. دو لشکر زرهی نیز که از آلمان راهی منطقهٔ عملیاتی بودند، نیز بعدتر به نقطهٔ اصلی تهاجم ملحق می‌شدند.

### طرح عملیات تایفون
در طرح بازبینی‌شدهٔ ستاد گروه ارتش مرکز با اسم رمز «عملیات تایفون»، که ۱۶ سپتامبر صادر گشت، درحالی‌که فرمان هیتلر، دو محور تهاجم با گروه‌های زرهی ۳ و ۴ را در نظر داشت، تهاجم را سه گروه زرهی در سه محور ترتیب می‌دادند. بر پایهٔ این فرمان، علاوه‌بر عملیات گروه زرهی ۳ در جناح شمالی و گروه زرهی ۴ در بخش مرکزی، گروه زرهی ۲ — تحت امر ارتشبد هاینتس گودریان — نیز در جناح جنوبی به طرح عملیاتی افزوده می‌شد و از شوستکا در جنوب غربی با گذر از اریول به‌سمت مسکو پیش می‌رفت. تهاجم گودریان محاصرهٔ عمدهٔ دیگری را علیه نیروهای ارتش سرخ در ناحیهٔ بریانسک ممکن می‌کرد. در صورت موفقیت این عملیات، هر سه جبههٔ ارتش سرخ که از مسکو دفاع می‌کردند، از بین می‌رفتند و این شهر کاملاً بدون دفاع می‌شد. همانند نخستین روز عملیات بارباروسا، گروه‌های زرهی برای هماهنگی بهتر در نقاط نفوذ در دفاع دشمن، به ارتش‌های پیاده‌نظام متصل شدند.
بر اساس طرح گروه ارتش مرکز، در ابتدا گروه‌های زرهی ۳ و ۴، به‌ترتیب تحت کنترل عملیاتی ارتش‌های نهم و چهارم، می‌بایست نیروهای شوروی را در منطقه ویازما محاصره می‌کردند تا شکافی در جبهه غربی ارتش سرخ ایجاد و بزرگراه اصلی مسکو از نیروهای آن پاکسازی شود. بنابراین در جناح شمالی، ارتش نهم و گروه زرهی ۳ می‌بایست در مواضع دشمن در بین بزرگراه و ناحیه بلیی نفوذ می‌کردند و به‌سمت خط‌آهن ویازما-رژف پیش می‌رفتند. حملهٔ اصلی این جناح متوجه خولم بود. یگان‌های متحرک در جانب شرقی رود دنیپر می‌بایست به‌سمت بزرگراه غرب ویازما چرخش می‌کردند. جناحین داخلی این دو ارتش می‌بایست حملات سازمان‌یافته‌ای ترتیب می‌دادند و دشمن را با یورش‌هایی با اهداف محدود، درگیر نگاه می‌داشتند. در جناح جنوبی، ارتش دوم علاوه‌بر مشارکت در محاصرهٔ بریانسک، می‌بایست از جناح جنوبی ارتش چهارم حفاظت می‌کرد و به‌سمت سوخینیچی و مشچوفسک پیش می‌رفت. این ارتش موظف بود در صورت فراهم‌بودن شرایط، ناحیهٔ شهری و صنعتی بریانسک-اوردژونیکیزگراد را با حمله‌ای غافلگیرکننده تصرف می‌کرد. گروه زرهی ۲ در همکاری با ارتش دوم، می‌بایست از طریق ناحیهٔ بریانسک در جانب شمال شرقی به‌سمت تولا یورش می‌برد. جناح راست این گروه زرهی می‌بایست بر نواحی رودهای سووپا و اوکا قرار می‌گرفت. درحالی‌که جناح چپ آن می‌بایست با همکاری ارتش دوم به‌سمت شمال چرخش و نیروهای ارتش سرخ را در خم رود دسنا منهدم می‌کرد. ارتش‌های دوم، چهارم و نهم مسئول پاکسازی مناطق تحت محاصره بودند. گروه ارتش‌های شمال و جنوب هم می‌بایست جلوتر از جناحین شمالی و جنوبی گروه ارتش مرکز، به‌ترتیب به سمت خط فرضی میان دریاچه‌های ژدان و ایلمن و نیز شهر خارکوف پیش می‌رفتند.
عملیات‌های بزرگ نظامی غالباً در موقعیتی نسبتاً ثابت که شرایط به شکل محدودی تغییر می‌کند، طرح‌ریزی می‌شوند. با این حال، در زمان برنامه‌ریزی تهاجم آلمان به مسکو، اگرچه قسمت مرکزی خط مقدم گروه ارتش مرکز در وضعیت آرامی به سر می‌برد، جناحین شمالی و جنوبی آن که بخش بزرگی از نیروهای گزینش‌شده برای عملیات از این قسمت‌ها می‌آمدند، همچنان درگیر نبرد بودند؛ به عبارت دیگر، زمانِ دقیقِ رسیدنِ این یگان‌ها و شرایط آن‌ها در آن زمان کاملاً مشخص نبود. البته اگرچه تمامی یگان‌های مورد نظر نتوانستند در موعد مقرر خود را به منطقه برسانند، طرح تهاجم به تعویق نیفتاد.
روز ۲۴ سپتامبر، آخرین کنفرانس با اهمیت در ارتباط با عملیات در قرارگاه گروه ارتش مرکز در اسمولنسک برگزار شد. فرماندهٔ کل نیروی زمینی، رئیس ستاد کل نیروی زمینی، فرماندهٔ گروه ارتش مرکز، فرماندهٔ ناوگان دوم هوایی و فرماندهان ارتش‌ها و گروه‌های زرهی گروه ارتش مرکز در این کنفرانس حضور داشتند. مهم‌ترین نتیجهٔ این کنفرانس تصمیم بر آغاز تهاجم گروه زرهی ۲ دو روز پیش از مابقی نیروهای گروه ارتش مرکز بود، تا این یگان بتواند هر چه سریع‌تر به راه‌های مناسب بین بریانسک و اریول برسد. دو روز بعد، گروه ارتش مرکز با جمع‌بندی طرح خود در یک فرمان عملیاتی، اهداف اختصاصی هر یک از ارتش‌ها را به آن‌ها ابلاغ نمود.

## آماده‌سازی شوروی
پس از دریافت گزارش‌های اطلاعاتی از تهاجم قریب‌الوقوع آلمان به‌سمت مسکو، استاوکا (فرماندهی عالی شوروی) ۲۷ سپتامبر به جبهه‌های غربی و بریانسک نسبت به عدم آمادگی لازم در برابر «یک عملیات تهاجمی جدی» هشدار داد و موارد لازم برای ایجاد دفاع مناسب را مشخص نمود. البته جبههٔ غربی شوروی با پیش‌بینی این فرمان، از پیش اقدام به تمهیدات پیشگیرانه از جمله تشدید عملیات‌های شناسایی و تقویت مواضع ضدتانک خود کرده بود. طرح دفاعی ایوان کونیِف، فرمانده جبهه غربی شوروی و ستاد او که ۲۰ سپتامبر تکمیل شد، شش محور اصلی را برای تهاجم آلمانی‌ها ممکن می‌دانست. دو مسیر، یعنی یکی بزرگراه اصلی اسمولنسک-مسکو که کونیف منابع زیادی را صرف آن کرد و دیگری مقداری به سمت شمال در محور رژف، اهمیت بیشتری نسبت به مابقی برای او داشت. نیروهای ذخیره برای مقابله با آلمانی‌ها در این محور مستقر شدند. بخشی از این نیروهای ذخیره شامل چهار لشکر و چهار تیپ، در شمال شهر دوروگوبوژ در نزدیکی بزرگراه موضع گرفتند و قسمت دیگر شامل چهار لشکر از جمله دو لشکر سواره‌نظام، در ناحیه بلیی قرار گرفتند. این یگان‌های ذخیره شامل بیشتر تانک‌های جبههٔ غربی می‌شدند. به هر صورت هیچ نیروی قابل توجهی در محل اتصالات مهم ارتباطی در اریول، رژف و ویازما حضور نداشت. جبههٔ بریانسک نیز از ۲۸ سپتامبر فرمان‌های مشابهی به نیروهای خود صادر کرد. با این حال، صدور فرمان‌های استاوکا بسیار دیرتر از اقدامات آلمانی‌ها بود و هیچگاه جبههٔ ذخیره را در بر نگرفت. استاوکا همچنین هیچ‌گونه آماده‌سازی‌ای برای عملیات هماهنگ بین سه جبهه پیاده نکرد.

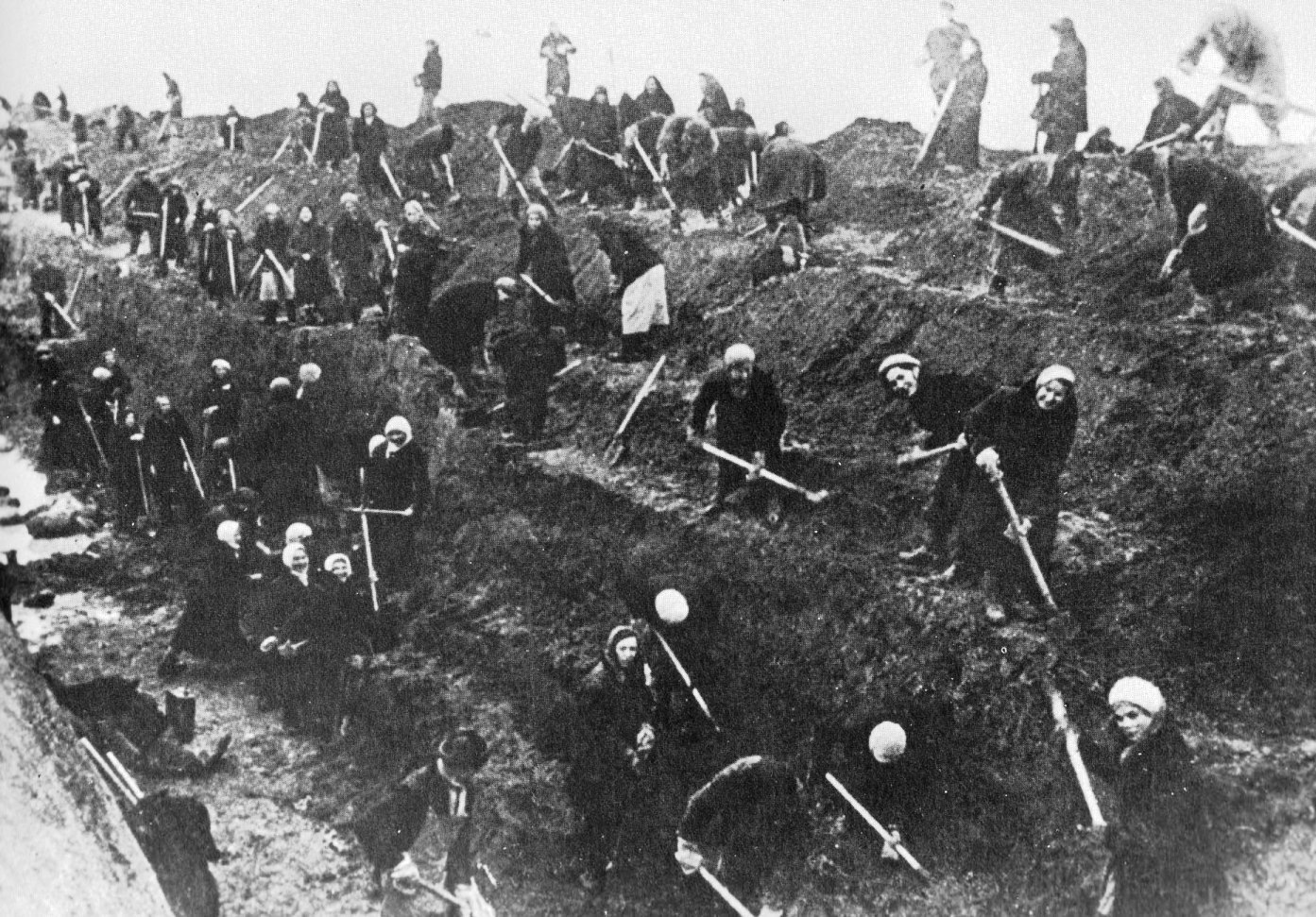
غیرنظامیان، عموماً زنان، در حال ایجاد موانع ضدتانک در مقابل پیشروی ورماخت

به هر صورت، شوروی از اوایل ماه ژوئیه به‌کمک مهندسان نظامی، نیروهای ساخت‌وساز و تودهٔ غیرنظامیان در حال ایجاد و تقویت استحکامات دفاعی در مسیر پایتخت خود بود. خط دفاعی در طول رودهای دسنا و سودوست در غرب ویازما، ماه اوت به خط مقدم مدافعان مسکو بدل گشت. در شرق این خط، خط دفاعی رژف-ویازما شامل دو کمربند مجزا می‌شد که یکی از دریاچه سلیگار از طریق شهرهای سلیژاروف و اولنینو تا دوروگوبوژ کشیده شده بود و دیگری در فاصلهٔ ۲۵ تا ۳۵ کیلومتری شرق آن قرار داشت. در همین حال، رهبران شوروی می‌پنداشتند بیشتر نیروهای زرهی ورماخت همچنان حوالی کیف و لنینگراد هستند؛ سرویس اطلاعاتی ارتش سرخ نتوانست حرکت بیشتر نیروهای گروه زرهی ۴ ورماخت از شمال به مرکز و بازگشت گروه زرهی ۲ به‌همراه بخشی از یگان‌های گروه زرهی ۱ از جنوب به مرکز خط مقدم را شناسایی کند؛ بنابراین آرایش دفاعی شوروی با پیش‌بینی قرارگیری محور اصلی تهاجم آلمان از طریق ویازما، در طول بزرگراه مینسک متمرکز شد و هیچ تمهیدی برای تقویت یا تمرکز قوای ذخیره در نقاط دیگر، از جمله محور جنوبی، انجام نگرفت.
دست‌کم ۴۰٪ از تمامی نیروهای ارتش سرخ از دریای بالتیک در شمال تا دریای سیاه در جنوب، در حال دفاع از محور مسکو بودند. این نیروها شامل جبهه‌های غربی، بریانسک و ذخیرهٔ ارتش سرخ با مجموعاً ۱۵ ارتش و یک گروه عملیاتی در خط مقدمی به طول ۸۰۰ کیلومتر می‌شد. این جبهه‌ها شامل ۹۵ لشکر (۸۳ تفنگ‌دار، ۲ موتوریزه، ۱ تانک و ۹ سواره‌نظام)، ۱۳ تیپ و دو منطقه استحکامات با توان ۱٬۲۵۰٬۰۰۰ نفر بودند. از این مقدار، ۶۶ لشکر تفنگ‌دار در لایهٔ نخست، ۱۷ لشکر تفنگ‌دار و ۷ تیپ تانک در لایه دوم و ۱۲ لشکر تفنگ‌دار و ۶ تیپ تانک در جایگاه ذخیره قرار گرفتند. بر طبق مفهوم دفاعی استاوکا، سه جبههٔ شوروی به‌صورت لایه‌به‌لایه در عمق مستقر شدند تا از پیشروی آلمانی‌ها به‌سمت مسکو جلوگیری شود. شدیدترین دفاع‌ها در جادهٔ اسمولنسک-مسکو (بزرگراه مینسک) و جاده روسلافل-مسکو (بزرگراه ورشو) تعبیه شد. نیروهای مدافع در دو گروه آرایش یافتند که مهم‌ترین آن شامل جبهه‌های غربی و ذخیره می‌شد که با دوازده ارتش از محور مسکو محافظت می‌کردند.
شوروی مقادیر زیادی از نیروی انسانی، تسلیحات، اراضی، ظرفیت صنعتی و منابع طبیعی خود را از دست داده بود. ارتش سرخ با معضلات تدارکاتی دست‌وپنجه نرم می‌کرد و ذخایر سوخت و مهمات و ظرفیت ترابری آن پس از ضدحملات ناحیه اسمولنسک از بین رفته بود. تا این زمان، خسارات نبردهای پیشین میانگین توان لشکرهای تفنگ‌دار ارتش سرخ را به حدود تنها ۳ هزار نفر رسانده بود و تعداد یگان‌های متحرک آن در محور مسکو را به تنها یک لشکر و ۱۳ تیپ تانک، مجموعاً با ۷۷۰ تانک و دو لشکر موتوریزه، کاهش داده بود.
به‌دلیل مشارکت فعالانه در عملیات‌های تهاجمی گذشته، هیچ‌یک از سه جبههٔ شوروی آمادگی خوبی برای ارائه دفاع مناسب نداشتند. تنها مجموعاً ۱۹۳ هزار نفر جهت جایگزینی تلفات پیشین به این سه جبهه اختصاص یافت که بسیار کم‌تر از کاستی‌ها بود. این جبهه‌ها افسران آموزش‌دیده، هواگردهای مدرن و تسلیحات مؤثر ضدهوایی و ضد تانک کافی در اختیار نداشتند. یگان‌هایی که به هر سه جبهه شوروی تعلق گرفتند، ترکیبی از لشکرهای از پیش آسیب‌دیدهٔ قدیمی و آرایش‌های جدید داوطلبان مردمی با تسلیحات و آموزش ضعیف بودند. بسیاری از لشکرهای تفنگ‌دار ارتش سرخْ توپخانه و مسلسل‌های مورد نیاز را در اختیار نداشتند. کمبود مداوم ادوات موتوری هم باعثِ تحرکِ بسیار کمترِ مدافعان نسبت‌به مهاجمان می‌شد. البته برخلاف ورماخت که نیروی ذخیره‌ای برای گروه ارتش مرکز قرار نداده بود، ارتش سرخ مقداری نیروی ذخیره برای خود در دفاع از مسکو فراهم کرد.
ادوات هوایی شوروی تنها بخشی بودند که از منظر عددی با توان آلمانی‌ها قابل قیاس بودند. شوروی شش گروه هوایی ذخیره شامل چهار تا شش هنگ هوایی تحت فرمان مستقیم استاوکا تشکیل داد. ایوان کونف، فرمانده جبهه غربی شوروی که تنها ۳۷۳ هواگرد پس از نبردهای اطراف یلنیا برای یگانش باقی مانده بود، پنج روز پیش از آغاز تهاجم آلمانی‌ها از استاوکا درخواست نیروی کمکی در این زمینه کرد. یگان‌های هوایی به‌شدت آسیب‌دیدهٔ جبهه غربی بلافاصله با پنج لشکر و چندین هنگ هوایی از منطقه نظامی مسکو و گروه‌های هوایی ذخیره تقویت شدند. بدین ترتیب، توان هوایی جبههٔ غربی شوروی تا ۱ اکتبر به ۸۶۳ هواگرد شامل ۵۷۸ بمب‌افکن و ۲۸۵ جنگنده رسانده شد. البته از این مقدار ۳۰۱ بمب‌افکن و ۲۰۱ جنگنده در حالت عملیاتی بودند. بمب‌افکن پی‌ایی-۲ و هواگرد تهاجمی ایل-۲ در صحنهٔ نبرد مسکو برای نخستین‌بار توسط نیروی هوایی شوروی به‌صورت عمده در خط مقدم به کار رفتند.

## آغاز عملیات تایفون
از ساعت ۵:۳۰ بامداد ۲ اکتبر ۱۹۴۱، عملیات تایفون (تهاجم پاییزهٔ ورماخت برای سلطه بر مسکو) در خط مقدمی به طول ۷۶۰ کیلومتر با گلوله‌باران شدید و تهاجم هوایی گسترده آغاز شد. تفاوت در تحرک‌پذیری نیروهای آلمان و شوروی بلافاصله پس از آغاز عملیات هویدا شد. حملهٔ نیروهای فون بک از دو طرفِ دفاع اصلی شوروی و یورش گروه زرهی ۲ از جنوب بریانسک، ارتش سرخ را کاملاً غافلگیر کرد. در برخی نقاط، اراضی بدون مقاومت سازمان‌یافتهٔ چندانی به سلطه مهاجمان درآمد و ضدحملات محلی تنها از بعدازظهر روز نخست گزارش شدند. پیاده‌نظام ارتش‌های نهم و چهارم ورماخت در جریان رزم نزدیک سنگربه‌سنگر، در چندین نقطه خط دفاعی شوروی را شکافتند. نیروهای گروه‌های زرهی ۳ و ۴ ورماخت با بهره‌گیری از این شکاف‌ها از خط مقدم دشمن عبور کردند. اشتباهات شوروی که حاصل از تفسیر غلط محل استقرار نیروهای آلمانی بود، گودریان را قادر به رخنهٔ سریع در دفاع ارتش سرخ کرد. البته با وجود غافلگیری اولیه، پس از مدت کوتاهی برای آلمانی‌ها مشخص شد شوروی از پیش بسیج نیروهای ذخیرهٔ خود را آغاز کرده و با تمام توانْ آمادهٔ نبرد نهایی در غرب مسکو بود.

## نبرد ویازما

### شکستن خط ارتش سرخ

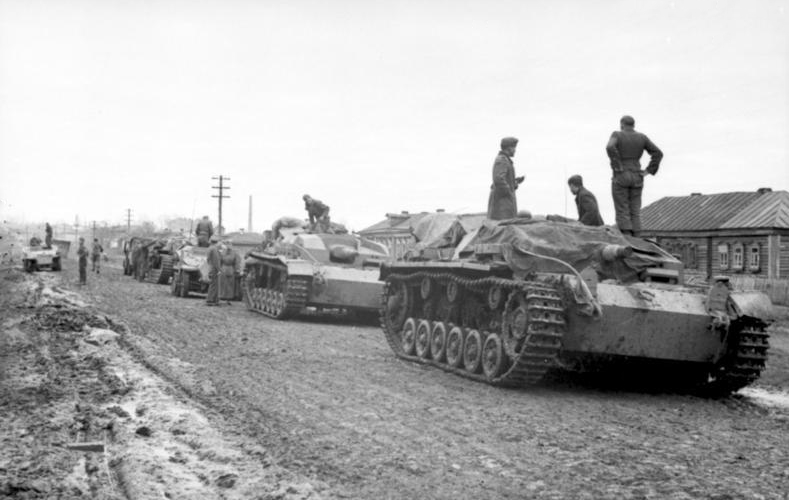
توپ‌های تهاجمی ارتش چهارم ورماخت، ناحیه ویازما، اکتبر ۱۹۴۱

در قسمت شمالی خط مقدم، یگان‌های زرهی ارتشبد هرمان هوت در گروه زرهی ۳ ورماخت با پشتیبانی ۴ جناح جنگنده و هواگرد تهاجمی لوفت‌وافه، همان روز نخست با تهاجم متمرکز ۲۰ کیلومتر در خطوط دشمن پیشروی کردند و اتصال بین ارتش‌های نوزدهم و سی‌ام جبههٔ غربی شوروی را در شمال شهر دوخوفشچینا شکافتند. با این شکاف، راه سپاه ۵۶ موتوریزه به‌سمت شهرهای خولم و ویازما و راه سپاه ۴۶ موتوریزه ورماخت به‌سمت شهر رژف و اراضی ولگای علیا باز شد. همزمان در قسمت مرکزی خط مقدم، نیروهای ارتشبد اریش هوپنر (گروه زرهی ۴) خط ارتش چهل و سوم در لایهٔ نخست جبههٔ ذخیرهٔ شوروی را شکستند و خود را به مواضع ارتش سی و سوم شوروی در لایهٔ بعدی رساندند. هوای صاف و آفتابی منطقه نیز برای پیشروی آلمانی‌ها بسیار مناسب بود. اطلاعات به دست آمده از افسران به‌اسارت‌درآمدهٔ ارتش سرخ و شنود رادیویی آلمان، نشان می‌داد که هیچ فرمان عقب‌نشینی به نیروهای شوروی داده نشده بود و ارتش‌های آن دستور گرفته بودند به هر قیمتی مواضع را حفظ خود را کنند. در پی این تحولات، ایوان کونیِف، فرمانده جبهه غربی شوروی، شروع کرد به هدف‌گیری سرنیزهٔ زرهی هوت با آتش توپخانه و جمع‌آوری نیرو برای دفع تهاجم زرهی آلمانی‌ها. از این رو، ایوان بولدین، معاون خود را موظف کرد با لشکرهای ۱۲۶ و ۱۵۲ تفنگدار و ۱۰۱ موتوریزه و تیپ‌های ۱۲۶ و ۱۲۸ تانک (با حدود ۳۰۰ تانک) به جناح راست گروه زرهی ۳ ورماخت حمله کند. در پی این ضدحمله، درگیری‌های سنگین در روزهای ۳ و ۴ اکتبر به وجود آمد که سرعت نیروهای هوت کاهید اما باعث توقف آنان نشد. استاوکا که نیروی ذخیرهٔ خود را جهت مقابله با گودریان به جنوب گسیل کرده بود، دیگر چیزی برای توقف آلمانی‌ها در قسمت شمالی در اختیار نداشت.

### اقدام ورماخت برای محاصره

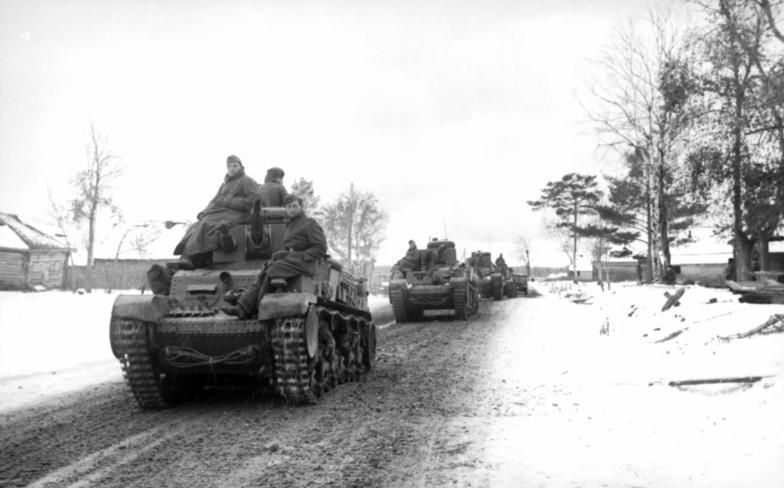
پیشروی نیروهای گروه زرهی ۴

روز ۳ اکتبر گونتر فن کلوگه، فرماندهٔ ارتش چهارم ورماخت به گروه زرهی ۴ که ۸۰ کیلومتر در عمق دفاع شوروی نفوذ کرده بود، دستور داد سپاه ۴۶ موتوریزه به‌عنوان قسمت جنوبی انبر برای ایجاد محاصره‌ای در غرب ویازما، در طول مرز جبهه‌های بریانسک و ذخیرهٔ شوروی، به‌سمت شمال چرخش کند. بر این اساس، بیشتر نیروهای هوپنر با چرخش به‌سمت شمال، راه شهر یوخنوف را پیش گرفتند که در عمق اراضی پشت‌سر جبهه غربی شوروی و در ۸۰ کیلومتری جنوب شرقی ویازما قرار داشت. پیش از آن‌که خبر این چرخش به استاوکا برسد، یوخنوف به تصرف آلمانی‌ها درآمد. سرنیزه‌های زرهی ورماخت در عمق دفاع شوروی در ۴۵ کیلومتری ویازما قرار داشتند. در این شرایط، تصمیم استالین بر عدم‌صدور دستور عقب‌نشینی کاملاً به‌نفع آلمانی‌ها تمام شد. نیروهای جبهه‌های غربی و ذخیرهٔ شوروی در مواضع دفاعی پیشین خود، بین دو انبر محاصره‌کنندهٔ آلمانی، همچنان در حال مبارزه بودند.  ناهماهنگی عملیاتی هم‌اکنون تأثیر خود را نشان می‌داد و جبهه‌های غربی و ذخیرهٔ شوروی قادر به یاری یکدیگر نبودند.

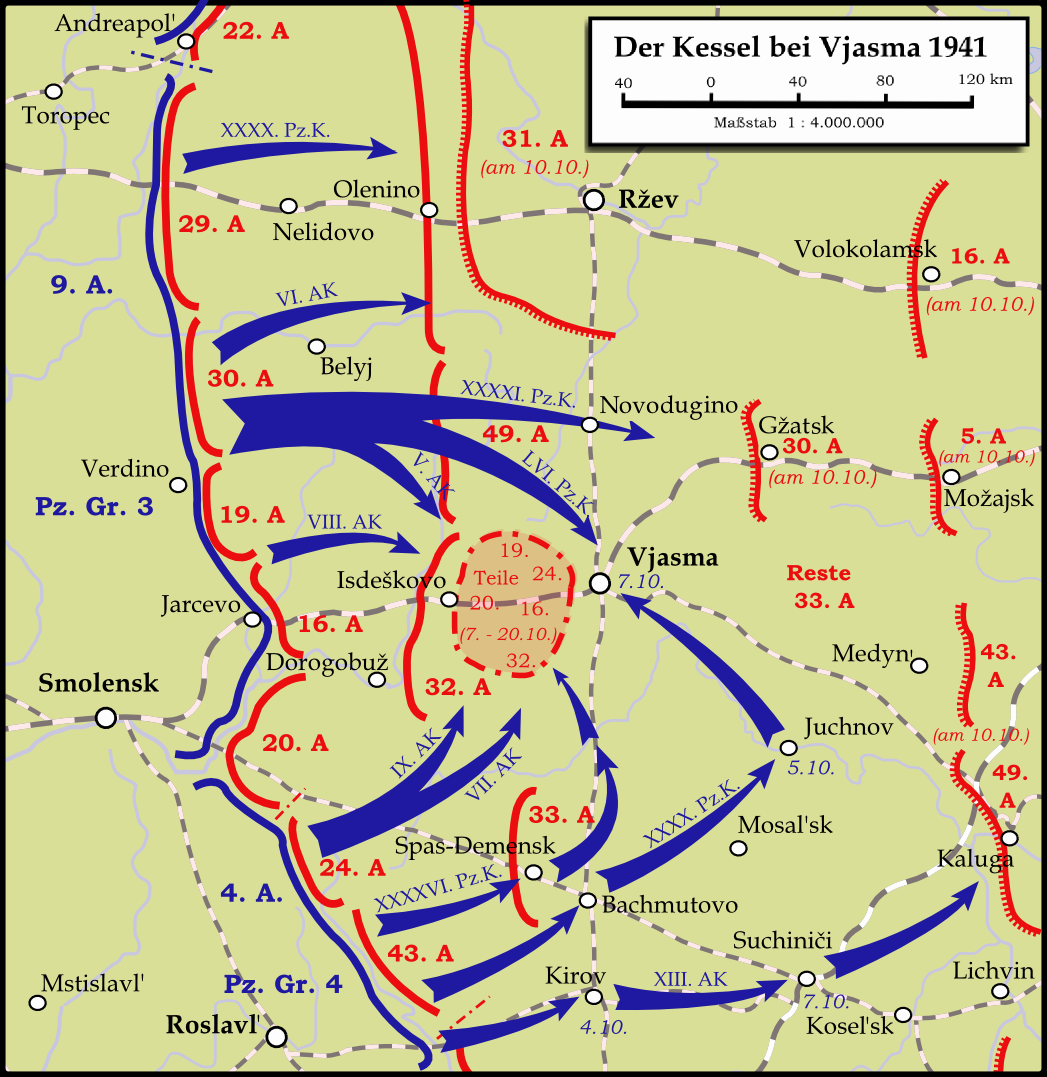
فرایند محاصره ناحیه ویازما، ۲ تا ۷ اکتبر ۱۹۴۱

در قسمت جنوبی انبر، گروه زرهی ۴ و ارتش چهارم ورماخت روز ۴ اکتبر شهرهای اسپاس-دمنسک و کیروف را تصرف کردند. در قسمت شمالی انبر، با بروز مشکلات تدارکات‌رسانی، پس از برخورد هوت به ارتش سی و دوم در لایه دوم جبهه ذخیره شوروی، ذخایر سوخت گروه زرهی ۳ ورماخت به پایان رسید و سرنیزه زرهی آن نیازمند کمک‌رسانی توسط لوفت‌وافه گشت. این سوخت‌رسانی تا روز بعد به طول انجامید و به کونیف فرصت داد تا برای گریز از محاصره، درخواست مجوز عقب‌نشینی دهد. او همچنین به بولدین و ارتش شانزدهم روکوسوفسکی فرمان داد که به‌ترتیب از جنوب و از شمال به جناحین مهاجمان آلمانی در سمت ویازما یورش برند. یادداشت‌های جنگی گروه زرهی ۳ در روز ۵ اکتبر گزارش از تلفات سنگین ضدحملهٔ شوروی در جنوب خولم داد. همان روز، هواگردهای شناسایی شورویْ ستون ۱۵ کیلومتری تانک‌های آلمانی را مشاهده کردند که در محوری در جنوب ویازما به‌سمت شرق در حرکت بود. با وجود وصول دو گزارش مشابه دیگر، استاوکا از پذیرش آن‌ها اجتناب کرد و آنها را اطلاعات «غلط» دانست. نیکولای سبیتوف، فرمانده نیروی هوایی منطقه نظامی مسکو که این گزارش‌ها را ارسال می‌کرد توسط ان‌کاوه‌ده به اتهام «اضطراب آفرینی» بازجویی شد. سبیتوف تحت فشار گزارش خود را پس گرفت.

### تلاش شوروی برای گریز و تکمیل محاصره
همان شب ۵ اکتبر، استاوکا سرانجام اجازه داد کونیف نیروهایش را از محاصرهٔ در حال تکمیل در غرب ویازما بیرون بکشد. فرمان مشابهی نیز به جبههٔ ذخیرهٔ شوروی فرستاده شد. روز ۶ اکتبر، ارتش‌های شانزدهم و نوزدهم جبههٔ غربی شوروی موظف شدند راه را به‌سمت شرق باز کنند. ارتش‌های سی و یکم و سی و دوم جبهه ذخیره نیز برای ایجاد فرماندهی واحد، تحت امر جبههٔ غربی قرار گرفتند. همان روز پیش و پس از طلوع خورشید، بمب‌افکن‌های شوروی جهت جبران عملکرد نیروی زمینی، به مواضع ارتش چهارم ورماخت در ناحیهٔ یوخنوف حمله کردند و با وجود مواجهه با جنگنده‌های آلمانی، توانستند پل رود اوگرا در مجاورت این شهر را منهدم کنند. تا این زمان، برای پوشش موثرتر جنگنده‌ها و انتقال هوایی تدارکات، لوفت‌وافه با وجود حضور نیروهای شوروی در حوالی آن‌ها سعی در استفاده از پایگاه‌های هوایی پیشین داشت.
روز بعد، تمامی نیروهای جبههٔ غربی شوروی نیز فرمان به تلاش برای خروج از محاصره گرفتند. همزمان ارتشبد گئورگ-هانس راینهارت جانشین هوت در فرماندهی گروه زرهی ۳ ورماخت شد. اقدامات کونیف بسیار دیر صورت گرفت و با اتصال لشکر هفتم زرهی گروه زرهی ۳ و لشکر دهم زرهی گروه زرهی ۴ در ویازما، روز ۷ اکتبر محاصرهٔ نیروهای شوروی در غرب آن تکمیل شد؛ با به دام افتادن ارتش‌های شانزدهم، نوزدهم، بیستم و بیست و چهارم و بخش‌هایی از ارتش سی و دوم، ۴۵ لشکر ارتش سرخ در منطقه‌ای بزرگ به محاصره افتادند. دو ارتش از جبههٔ غربی و دو ارتش دیگر از جبههٔ ذخیرهٔ شوروی بودند که مجموع قوای آن‌ها تا حدود ۷۵۰ هزار نفر می‌رسید. در ابتدا، مساحت محاصرهٔ ناحیهٔ ویازما حدود ۷۵ در ۳۵ کیلومتر بود و به‌دلیل تعداد زیاد نیروهای درون محاصره، تراکم جمعیت بالایی داشت.
عملیات در ناحیهٔ ویازما گونه خاصی از موفقیت برای ورماخت به حساب می‌آمد، زیرا محاصرهٔ نیروهای شوروی در فاصلهٔ تنها ۱۰۰ کیلومتری از یارتسفو و ۱۷۰ کیلومتری از روسلافل حاصل شد و آن‌چنان به نقطهٔ آغاز تهاجم نزدیک بود که پیاده‌نظام توانست به‌سرعت خود را به موقعیت برساند و نیروهای زرهی را در تکمیل محاصره یاری کند. تا روز ۶ اکتبر، گروه ارتش مرکز توانسته بود حدود ۷۸ هزار تن از قوای ارتش سرخ را اسیر کند و بیش از ۲۷۰ تانک آن را منهدم کند یا به‌غنیمت گیرد.

### تلاش شوروی برای شکستن محاصره
استاوکا سپهبد میخائیل لوکین، فرماندهٔ ارتش نوزدهم شوروی را به فرماندهی تمامی نیروهای محاصره‌شدهٔ ارتش سرخ در ناحیهٔ ویازما منصوب کرد. با یادآوری تجربیات نبردهای محاصره‌ای پیشین که در اثر وجود حفره‌هایی بخشی از نیروهای دشمن قادر به گریز می‌شدند، آلمانی‌ها این‌بار بخش شرقی محاصره را بهتر محافظت می‌کردند. نیروهای آلمانی حضور قدرتمندی در منطقه داشتند و دیواری از لشکرهای زرهی در غرب ویازما ایجاد کرده بودند. روز ۶ اکتبر، فون بوک به لشکر هشتاد و ششم پیاده‌نظام ارتش نهم ورماخت دستور داد در پی نیروهای هوت حرکت کند تا دیوارهٔ شرقی محاصره هر چه بیشتر تقویت شود. برخلاف نبرد اسمولنسک، هیچ فشاری از جانب نیروهای ارتش سرخ بر دیواره شرقی این محاصره وارد نمی‌شد؛ زیرا نزد فرماندهی عالی شوروی هیچ امیدی برای بیرون‌کشیدن نیروهای محاصره‌شده نبود و همچنین هیچ نیروی ذخیره‌ای برای چنین کاری وجود نداشت.
شب ۱۰ اکتبر، لوکین مأمور شد از قسمت ضعیف‌تر لشکر یازدهم زرهی ورماخت، محاصره را از درون و به‌سمت گژاتسک در ۶۰ کیلومتری شمال شرقی ویازما بشکند. نیروهای در محاصره، که به فرمان کونیف به صورت گروه‌های کوچک شوک عمل می‌کردند، کوشیدند به‌سمت شرق حرکت کنند ولی تلاششان ناکام ماند و تلفات سنگینی به آن‌ها وارد شد. در آسمان صاف روز ۱۰ اکتبر، ناوگان ۲ هوایی لوفت‌وافه با ۵۳۷ سورتی علیه این نیروهای جبههٔ غربی شوروی که قصد خروج از محاصره را داشتند، ۴۵۰ خودرو و ۱۵۰ قطعه توپ آن‌ها را منهدم کرد. سپهبد ولفرام فرایهر فن ریشتوفن، فرماندهٔ سپاه ۸ هوایی لوفت‌وافه با پرواز بر فراز منطقه نبرد و مشاهده «توده‌های اجساد»، تلفات و خسارات وارد آمده به ارتش سرخ را «وحشتناک» توصیف کرد و روس‌ها را متحمل «حمام خون تمام‌عیار» دانست.
همان روز لوکین به فرماندهی عالی شوروی گزارش کرد: «وضعیت نیروهای در محاصره بسیار بد شده‌است. گلوله توپ کم است، فشنگ‌ها تمام شده‌اند و هیچ غذایی وجود ندارد. نیروها هر آنچه مردم می‌توانند تهیه کنند و گوشت اسب‌ها را می‌خورند. دارو و پانسمان تماماً استفاده شده‌است. همهٔ چادرها سر ریز از مجروحان است.» ارتباطات و هدایت نیرو در درون منطقهٔ تحت‌محاصره از بین رفت و مقاومت به‌شکلی کاملاً ناهماهنگ صورت می‌گرفت. مساحت ناحیهٔ تحت‌محاصرهٔ ویازما تا روز ۱۱ اکتبر به تنها ۲۰ کیلومتر در ۲۰ کیلومتر رسید.

### انهدام محاصره
با کوچک‌تر شدن منطقهٔ تحت‌محاصره و تنگ‌تر شدن حلقه آن توسط آلمانی‌ها، لوکین به نیروهایش فرمان داد برای خروج از محاصره به‌سمت شمال شرقی از طریق بوگورودیتسکویه در جانب گژاتسک تلاش کنند. با انجام این اقدام از روز ۱ اکتبر که به مبارزات شدید چندین روزه انجامید، تنها عناصری از لشکر نود و یکم تفنگ‌دار ارتش سرخ موفق شدند از حلقهٔ محاصره خارج شوند. مدتی بعد نیروهای شوروی در این ناحیه در دو گروه جداگانه در شمال غربی و جنوب غربی ویازما در حال رزم بودند و اواخر روز ۱۲ اکتبر دست به آخرین تلاش خود برای خروج از محاصره زدند. حداقل دو لشکر دیگر ارتش سرخ شبانگاه از طریق یک قسمت مردابی که زره‌پوش‌های آلمانی قادر به تحرک در آن نبودند، به‌سمت شرق گریختند. در مجموع حدود ۸۵ هزار نفر از نیروهای درون محاصره قادر به خروج از آن شدند که بسیاری آن‌ها به‌زودی مجدداً به صفوف ارتش سرخ پیوستند. در همین حین، لوکین دستور به از بین بردن تسلیحات سنگین و خودروها داد. به هر صورت بیشتر تلاش‌ها برای خروج از محاصره کار به جایی نبرد تا بنا به اعلام آلمانی‌ها در روز ۱۳ اکتبر، نیروهای در محاصره در غرب ویازما کاملاً منهدم شوند. پاکسازی این منطقه تا روز ۱۹ اکتبر منجر به اسارت ۶۷۳ هزار نفر از قوای شوروی گردید. سرلشکر لوکین، سرلشکر یرشاکوف و سرتیپ ویشنفسکی فرماندهان ارتش‌های نوزدهم، بیستم و سی‌ودوم شوروی جزو این اسرا بودند.

## محاصره بریانسک

### آغاز حرکت گودریان
دو روز پیش از آغاز عملیات تایفون، نیروهای ارتشبد هاینتس گودریان در گروه زرهی ۲ از روز ۳۰ سپتامبر پیشروی خود را از بین رودهای سِیم و دسنا با دو سپاه ۲۴ و ۴۷ موتوریزه به‌سمت بریانسک و اریول آغاز کرده بودند. این نیروها با در هم شکستن ۵ لشکر ارتش سرخ در نزدیکی گلوخوف، در جناح جنوبی جبههٔ بریانسک شوروی نفوذ کردند و شکافی ۲۰ کیلومتری بین گروه عملیاتی ناآمادهٔ یرماکوف و ارتش سیزدهم آن ایجاد نمودند. با توجه به آرامش نسبی خط مقدم در نقاط دیگر و فعالیت محدود لوفت‌وافه (در اثر باران و مه)، آندری یریومنکو، فرمانده جبهه بریانسک و استاوکا تصور می‌کردند این حمله صرفاً عملیات «ایذایی» توسط تنها یک سپاه آلمان است و حملهٔ اصلی بعداً در طول محور بریانسک در ناحیهٔ ارتش دوم ورماخت به وقوع خواهد پیوست. بدین ترتیب نیروهای جناح چپ جبههٔ بریانسک شوروی به حال خود رها شدند. در این حال، ضدحملهٔ یرماکوف از روز بعد برای پوشش این شکاف، با کاربرد تکه‌تکهٔ نیروها در چندین محور و بدون پشتیبانی زرهی و هوایی کافی، شکست خورد.
ارتش دوم ورماخت جناح راست ارتش چهارم در مرکز خط مقدم را پوشش می‌داد و با حضور در جناح شمالی آن، شرایط پیشروی برای گروه زرهی ۲ را در جنوب خط مقدم فراهم می‌آورد. در این حال، همانند نبردهای بیاویستوک–مینسک و اسمولنسک، گودریان بدون نگرانی از جناحین باز خود، به محاصرهٔ نیروهای دشمن توجه کمتری از پیشروی به‌سمت مسکو داشت. این مسئله در کنار کندی ارتش دوم، تکمیل محاصرهٔ قسمت جنوبی مدافعان محور مسکو را با تأخیر همراه کرد. سرانجام ظهر روز ۱ اکتبر سپاه ۴۷ موتوریزهٔ گروه زرهی ۲ پس از تصرف سِفسک در ۱۲۰ کیلومتری جنوب شهر بریانسک، به‌سمت شمال چرخش نمود. این حرکت دو لشکر ارتش سیزدهم شوروی را به محاصره انداخت و ارتباط گروه عملیاتی یرماکوف با مابقی نیروهای جبههٔ بریانسک را کاملاً قطع کرد. با گذشت کمتر از سه روز از آغاز تهاجم گودریان، سپاه ۴۷ موتوریزه ورماخت گزارش داد ۳۸۰۰ تن از نیروهای شوروی اسیر و اقلامی همچون ۳۰۰ اسب به‌غنیمت گرفته شدند. اگرچه یریومنکو دیگر قانع شده بود تهاجم گودریان «ایذایی» نیست، پایداری آرامش در سایر نقاط خط مقدم موجب عدم نگرانی او گردید. او به استاوکا گزارش نمود که شرایط حساس نیست و فرمان به ضدحملهٔ مجدد یرماکوف این بار به سمت سِفسک داد. یریومنکو تلاش کرد با فرستادن بخشی از نیروهای ذخیره جبهه بریانسک به رود نروسا در ۴۰ کیلومتری شمال سفسک، جلوی پیشروی گودریان را بگیرد. به هر صورت تمامی این تمهیدات بی‌ثمر بودند؛ زیرا سازمان‌دهی نیروهای شوروی بسیار آهسته بود و نیروهای زرهی ورماخت از پیش حرکت زیادی در عمق دفاع آنها کرده بودند.

### اقدامات مقابله‌ای شوروی
در این شرایط، یریومنکو خواهان اجرای یک دفاع متحرک بود اما بوریس شاپوشنیکوف، رئیس ستاد کل ارتش سرخ، اصرار بر «دفاع سرسختانه از خطوط دفاعی» داشت. استاوکا که در پی قطع‌شدن ارتباطات با یریومنکو در اثر حملات لوفت‌وافه تصویر روشنی از شرایط نداشت، تلاش کرد با انتقال نیروهای ذخیره به این قسمت، شکاف ایجادشده را پوشش دهد. از این رو به‌دستور استالین ارتش چهل و نهم جبههٔ ذخیره با قطار به محور جنوبی، که حساس‌ترین ناحیهٔ تحت تهاجم آلمانی‌ها بود، منتقل شد. در شرایطی که ارتش سرخ برای جمع‌آوری اطلاعات کاملاً به شناسایی هوایی متکی شده بود، اوایل روز ۲ اکتبر هواگردهای شوروی از تمرکز سنگین ستون‌های زرهی آلمانی در ۱۰ کیلومتری غرب شهر بریانسک خبر دادند. این نیروها مربوط به سپاه ۲۴ موتوریزهٔ ورماخت بودند که به‌سمت اریول پیش می‌رفتند و اتصال جبههٔ بریانسک و جنوب غربی شوروی را به خطر انداخته بودند. از این رو، همان روز سپاه تازه شگل‌گرفتهٔ ۱ محافظ شوروی موظف شد تحت امر سرلشکر دمیتری لیلوشنکو با پشتیبانی یک گروه ویژهٔ هوایی از نفوذ آلمانی‌ها به‌سمت اریول جلوگیری کند. این سپاه هنوز کامل شکل نگرفته بود و هر یگان و آرایشی که در مسیرش به متسنسک قرار داشت به آن می‌پیوست. به نقل از خود للیوشنکو، او تمامی توپ‌های دانشکدهٔ توپخانه تولا را که کِشَنده نداشتند، با اتوبوس‌های شهرداری این شهر به دنبال خود برد. نیروهای للیوشنکو به دو لشکر تفنگ‌دار، دو تیپ تانک و بخشی از یک سپاه هوابرد رسید. ظهرگاه ۴۰ بمب‌افکن پی‌ایی-۳ و ۶۰ جنگندهٔ نیروی هوایی شوروی علیه این هدف عازم شدند. حملهٔ هواگردهای شوروی نیم‌ساعت به طول انجامید و موجب آشفتگی بین نیروهای آلمانی شد. شوروی به‌شکل اغراق‌آمیزی مدعی شد ۳۰ کامیون و ۴۳ تانک ورماخت را در این موضع منهدم کرده‌است. تمامی هواگردهای شوروی پیش از فرارسیدن جنگنده‌های لوفت‌وافه، محل را ترک کردند.

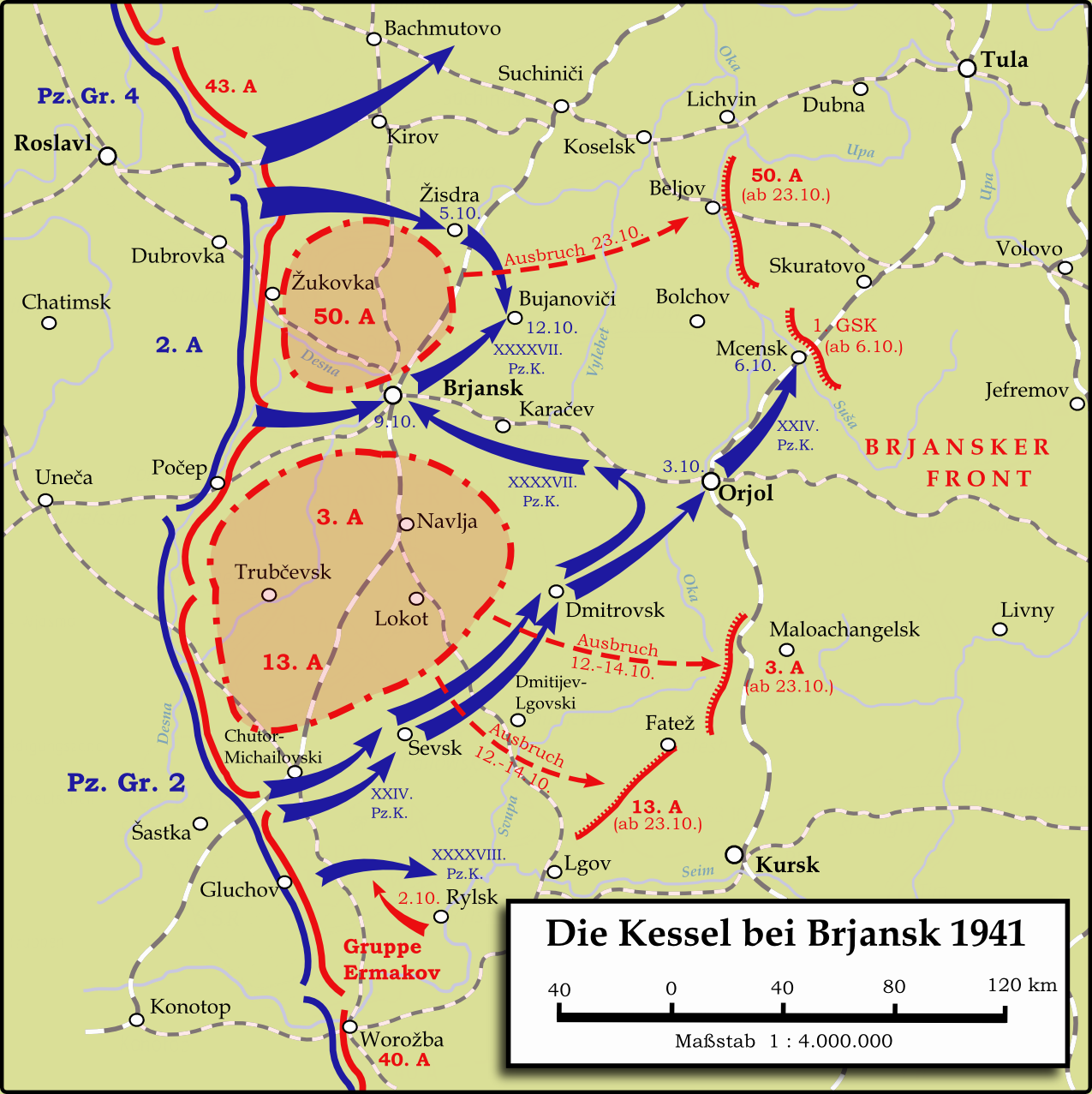
فرایند محاصره ناحیه بریانسک، ۳۰ سپتامبر تا ۱۲ اکتبر ۱۹۴۱

با این وجود، نیروهای گودریان سرانجام به اریول رسیدند. این حرکت به گونه‌ای شوروی را غافلگیر کرد که به اذعان گودریان هنگامی که تانک‌های او وارد این شهر می‌شدند «قطارهای برقی همچنان در حال فعالیت بودند». کار تصرف اریول بدون مواجهه با هیچ مقاومتی توسط گروهان ۶ لشکر چهارم زرهی ورماخت با تنها ۴ تانک صورت گرفت. به جهت این موفقیت، ستوان یکم آرتور وولشلگر، فرمانده این گروهان، مدتی بعد نشان عالی صلیب شوالیه صلیب آهنین را دریافت کرد. با تصرف اریول، یک پایگاه هوایی بزرگ در این شهر به دست لوفت‌وافه افتاد تا با استقرار یگان‌های قدرتمند جنگنده در آن برتری هوایی کامل را در آسمان کسب کند. بدین ترتیب گروه ۱ جناح ۵۲ جنگنده لوفت‌وافه از ۲ تا ۱۰ اکتبر، ۴۸ پیروزی هوایی کسب کرد درحالی‌که تنها ۷ هواگرد خود را از دست داد. در این موقعیت، لشکر چهارم زرهی ورماخت که قصد حرکت به‌سمت تولا در شمال شرقی را داشت در اثر کمبود سوخت متوقف شد. گودریان درخواست دریافت ۵۰۰ متر مکعب سوخت از طریق هوایی کرد اما ناوگان دوم هوایی تنها توانست تا روز ۶ اکتبر، ۷۰ تا ۱۰۰ متر مکعب سوخت به او برساند.
۲ اکتبر، ارتش دوم ورماخت شبانگاه حملهٔ مستقیمی را از جانب غرب علیه هر سه ارتش جبههٔ بریانسک شوروی آغاز کرد. پیاده‌نظام ارتش دوم ورماخت بدون پشتیبانی زرهی، در مقابل مقاومت شدید، ضدحملات تانک‌ها و آتش قدرتمند توپخانهٔ شوروی، پیشروی کندی به‌سمت رود دسنا داشت اما دست‌کم توانست بیشتر نیروهای یریومنکو را درگیر خود نگاه دارد. همزمان لشکرهای هفدهم و هجدهم زرهی سپاه ۴۷ موتوریزه گروه زرهی ۲ با ادامهٔ حرکت به‌سمت شمال در جانب کاراچف در ۴۵ کیلومتری شرق شهر بریانسک، با رخنه در پشت سر ارتش‌های سیزدهم و سوم شوروی، در حال تکمیل محاصره کل نیروهای جبههٔ بریانسک شوروی بودند. در واکنش، یریومنکو جهت متوقف‌کردن پیشروی سپاه ۴۷ موتوریزهٔ ورماخت، با لشکرهای ۶ و ۲۹۸ تفنگ‌دار به طرف سردینا-بودا اقدام به ضدحمله کرد و به یرماکوف دستور داد جهت محافظت از دمیتریف-لگوفسکی، به سمت شرق یورش ببرد. ضدحملات یریومنکو زیر حملات متمرکز صدها هواگرد لوفت‌وافه با شکست مواجه شد. یریومنکو که از همه جهات به‌شدت تحت فشار بود، اواخر روز ۳ اکتبر از شاپوشنیکوف درخواست مجوز عقب‌نشینی به مواضع دفاعی جدید کرد اما این درخواست پذیرفته نشد. حملات ۸۰ هواگرد تهاجمی و بمب‌افکن لوفت‌وافه در روز ۴ اکتبر علیه خطوط آهن و تحرکات نیروهای شوروی در نواحی سومی-لگوف-کورسک ارتباط جبهه‌های بریانسک و جنوب غربی شوروی را کاملاً قطع کرد. تانک‌های گودریان ۵ اکتبر خط آهن بریانسک-مسکو را نیز مسدود کردند.

### تکمیل محاصره ناحیه بریانسک
روز ۶ اکتبر، لشکر هفدهم زرهی گروه زرهی ۲ ورماخت به شهر بریانسک رسید و قرارگاه جبههٔ بریانسک شوروی را در ۱۱ کیلومتری جنوب آن تصرف کرد. یریومنکو که تانک‌های آلمانی تا ۲۰۰ متری او نیز رسیده بودند، به سختی از اسارت گریخت. ارتش دوم ورماخت تا این روز حدود ۴۰ کیلومتر به‌سمت شرق پیش رفته بود. طی دو روز آینده، شهر بریانسک به سلطهٔ لشکر هفدهم زرهی ورماخت درآمد و لشکر هجدهم زرهی گروه زرهی ۲ خود را در نزدیکی ژیزدرا در شمال شرقی شهر بریانسک به نیروهای ارتش دوم ورماخت رساند تا ارتش‌های سوم و سیزدهم شوروی در جنوب و ارتش پنجاهم آن در شمال بریانسک به محاصره بیفتند. نیروهای محاصره‌شدهٔ این سه ارتش شامل ۲۶ لشکر می‌شدند. یریومنکو پس از چند روز راهپیمایی، تنها به‌همراه آجودان خود به‌سمت مواضع ارتش سوم شوروی در داخل حلقهٔ محاصره گریخت تا با تنها همان ارتش تحت امر خود به مبارزه ادامه دهد. او دیگر قادر به ارتباط با مسکو نبود.
اواخر روز ۸ اکتبر، ارتش‌های جبهه بریانسک با مجوز استاوکا شروع به عقب‌نشینی کردند. ارتش‌های سوم و پنجاهم شوروی پیش از برخورد با مقاومت جدی، تا سپیده دم روز ۹ اکتبر ۵۰ کیلومتر به‌سمت شرق حرکت کردند. با این حال، ارتش سیزدهم در تلاش برای حرکت در جهت جنوب شرقی با لایه‌های متعدد نیروهای محاصره‌کننده مواجه بود و در شرایط دشواری قرار داشت. این ارتش پس از چند تلاش ناموفق برای گریز از محاصره، روز ۹ اکتبر رو به سیزمکا در جنوب آورد و مقداری از نیروهای آن توانستند از لایهٔ نخست نیروهای مسدودکنندهٔ راه عبور کنند. در این زمان شکاف بزرگی در خط محاصرهٔ گروه زرهی ۲ در ناحیهٔ سیزمکا بین لشکر دویست و نود و سوم پیاده‌نظام سپاه ۳۵ و لشکر بیست و نهم پیاده‌نظام موتوریزه سپاه ۴۷ موتوریزه وجود داشت. گودریان به لشکر بیست و پنجم پیاده‌نظام موتوریزه ورماخت دستور داد این شکاف را پر کند اما رسیدنِ این لشکر به این موضع تا روز بعد به طول انجامید. نگرانی گودریان از این مسئله به حدی بود که با نقض فرمان فرماندهی عالی نیروی زمینی در حرکت سپاه ۴۸ موتوریزه به‌سمت کورسک، فرمان به حرکت این سپاه با تمام نیروهای ممکن به‌طرف سفسک داد. پس از پوشش این شکاف توسط لشکر بیست و پنجم پیاده‌نظام موتوریزه، گودریان مدعی شد مقدار کمی از نیروهای شوروی توانستند از طریق آن به خارج از محاصره بگریزند. با این حال یریومنکو بعدها ادعای گودریان را نادرست دانست و اذعان کرد «یگان‌های بزرگ و تمامی لشکرها» از محاصره خارج شدند. در این حال، با مقاومت نیروهای پوششی شوروی در پشت سر ارتش‌های در حال عقب‌نشینی، پیشروی نیروهای ارتش دوم ورماخت در غرب منطقهٔ تحت محاصره به‌کندی پیش می‌رفت. بدین شکل آلمانی‌ها در پاکسازی منطقهٔ تحت محاصرهٔ ناحیهٔ بریانسک با مشکلات بیشتری نسبت به محاصرهٔ ناحیه ویازما روبرو بودند. به هر صورت، روز ۹ اکتبر با اتصال لشکر صد و سیزدهم پیاده‌نظام ارتش دوم ورماخت به لشکر هجدهم زرهی گروه زرهی ۲ در شمال شرقی بریانسک، نیروهای در محاصرهٔ جبههٔ بریانسک شوروی به دو قسمت تقسیم شدند. بدین شکل ارتش پنجاهم شوروی در دیاتکوفو و ارتش‌های سوم و سیزدهم آن در تروبچوسک و سیزمکا در محاصره بودند. حلقه حول هیچ‌کدام از این دو قسمت به خوبی محاصرهٔ ویازما پوشش داده نشد و درگیری‌ها در آن‌ها کمتر یک‌جانبه به نفع آلمانی‌ها بود. در حقیقت با در اولویت قرار گرفتن محاصرهٔ قسمت جنوبی برای امنیت‌بخشی به اراضی پشت سر تهاجم گودریان به‌سمت تولا و تمرکز سه لشکر و چند هنگ پیاده‌نظام در دیوارهٔ شرقی آن، محاصرهٔ قسمت شمالی حتی کاملاً بسته نشده بود و با کشیده‌شدن لشکر هجدهم زرهی ورماخت در خطی مقدمی نازک، تنها یک گروه‌رزمی از این لشکر در جانب شرقی آن حضور داشت. پوشیده‌بودن منطقه از جنگل‌های بکر و راه‌های ناهموار جابه‌جایی نیرو را برای آلمانی‌ها دشوار ساخته بود. یریومنکو روز ۱۳ اکتبر در اثر حملهٔ هوایی آلمانی‌ها مجروح و با هواگرد به مسکو منتقل شد. پس از خروج او از منطقه، رئیس ستادش سرلشکر گئورگی زاخاروف موقتاً فرماندهی را عهده‌دار شد.
درحالی‌که دو گروه ۱ و ۲ از جناح ۵۳ جنگنده لوفت‌وافه جهت استراحت و بازسازی از خط مقدم عقب کشیده شده بودند، نیروی هوایی منطقهٔ نظامی مسکو که روز ۱۰ اکتبر دو هنگ بمب‌افکن از منطقه نظامی آسیای مرکزی دریافت نموده بود، از ۱۱ اکتبر به مدت یک هفته حملات همه‌جانبه‌ای علیه پایگاه‌های هوایی لوفت‌وافه صورت داد. نیروی هوایی شوروی که شناخت خوبی از پایگاه‌های هوایی پیشین خود که هم‌اینک به تصرف آلمانی‌ها درآمده بود، داشتند، با حمله به پایگاه‌هایی از جمله پایگاه هوایی اریول، خساراتی از جمله به مخازن سوخت لوفت‌وافه وارد آوردند و به ادعای خود ۵۰۰ هواگرد آلمانی را بر روی زمین یا در آسمان منهدم کردند. به هر صورت به‌نقل از کریستر برگستروم، این آمار نمی‌تواند حقیقت داشته باشد چرا که بیشتر حملات در واقع با دقت پایین هدف‌گیری و تحمل تلفات سنگین در مقابل جنگنده‌های لوفت‌وافه، تأثیر چندانی نداشتند. یکی از دلایل اصلی این حملات، گمان اشتباه استاوکا بر برنامه‌ریزی لوفت‌وافه جهت اجرای حملات راهبردی هوایی گسترده بود. جنگندهٔ آمریکایی کورتیس پی-۴۰ که در قابل لایحه وام و اجاره در اختیار شوروی قرار گرفته بود، در این درگیری‌ها نخستین بار توسط نیروی هوایی ارتش سرخ در جبههٔ شرقی به کار گرفته شد.

### انهدام محاصره بریانسک
ارتش پنجاهم شوروی روز ۱۰ اکتبر شروع به عقب‌نشینی به‌سمت شمال شرقی کرد. پس از مدتی رزم مداوم، حدود ۱۰ درصد از نیروهای این ارتش در نهایت خود را به خطوط ارتش سرخ در بلف رساندند. ارتش سوم شوروی از جنوب شهر بریانسک خود را به شمال دمیترووسک-اورلووسوی رساند. این ارتش بین روزهای ۱۷ تا ۲۰ اکتبر مجدداً در این ناحیه در محاصره قرار داشت. در نهایت حدود ۱۳ هزار نفر از نیروهای ارتش سوم شوروی در پونیری به خطوط ارتش سرخ رسیدند. حدود ۱۰ هزار نفر از بقایای ارتش سیزدهم شوروی نیز به کمک حملات گروه عملیاتی یرماکوف از محاصره بیرون آمدند و در مواضع دفاعی در ۴۵ کیلومتری شمال غربی کورسک مستقر شدند. بدین شکل مجموعاً ۲۳ هزار تن از نیروی ارتش سرخ توانستند از محاصرهٔ ناحیهٔ بریانسک خارج شوند. قسمت شمالی تحت محاصره روز ۱۷ اکتبر و قسمت جنوبی روز بعد آن کاملاً منهدم شدند. با وجود گریز بخشی از آن‌ها، پاکسازی این مناطق توسط آلمانی‌ها در نهایت به اسارت ۵۰ هزار نفر دیگر از نیروهای ارتش سرخ انجامید.

## نتایج

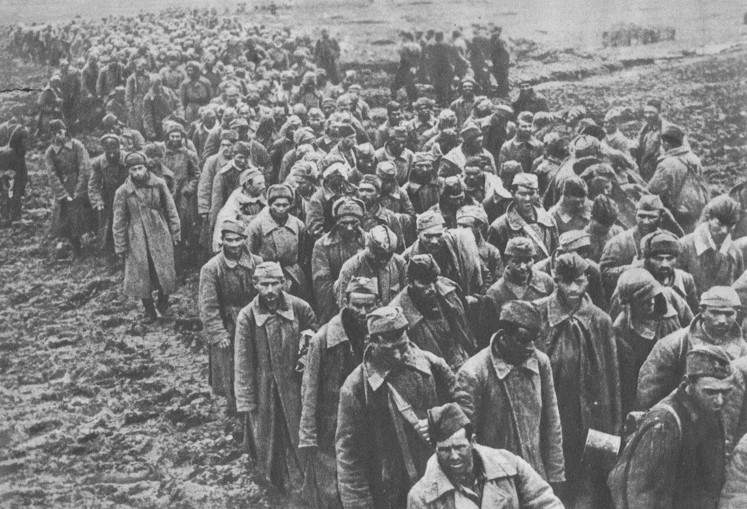
اسرای گرفته‌شده از ارتش سرخ

پیروزی در نبرد ویازما–بریانسک یکی از بزرگ‌ترین دستاوردهای ورماخت در جنگ جهانی دوم بود؛ چنان که سپهبد آلفرد یودل، رئیس بخش عملیات‌های فرماندهی عالی ورماخت، بسته‌شدن حلقه محاصره ویازما در روز ۷ اکتبر را تعیین‌کننده‌ترین روز تمام جنگ در جبههٔ شرقی نامید. تصرف ویازما از اهمیت بالایی برخوردار بود. این شهر قطب پنج خط آهن اصلی با امتداد به هر سمت و محل اتصال ریلی اصلی شمال به جنوب شوروی به حساب می‌آمد. طی دو محاصرهٔ عمده در مناطق ویازما و بریانسک، دو جبههٔ غربی و ذخیرهٔ شوروی تقریباً منهدم شدند و جبههٔ بریانسک شوروی هم آسیب شدیدی دید. در جریان این محاصره‌ها، ۷ ارتش از مجموع ۱۵ ارتش، ۶۴ لشکر از مجموع ۹۵ لشکر، ۱۱ تیپ تانک از مجموع ۱۵ تیپ تانک و ۵۰ هنگ توپخانه از مجموع ۶۲ هنگ توپخانه سه جبههٔ شوروی در محور مسکو نابود شدند و ارتش سرخ قریب به یک میلیون نفر از قوا (شامل حدود ۷۰۰ هزار اسیر)، ۸۳۰ تانک و ۶ هزار توپ و خمپاره‌انداز خود را از دست داد. نتایج این محاصرهٔ دوگانه کاملاً منطبق با قصد عملیاتی هیتلر بود که انهدام توان باقیماندهٔ نیروهای شوروی را بر تصرف مسکو ارجحیت می‌داد. این مسئله سبب شد آلمانی‌ها به این باور برسند که تا این زمان به تمامی اهداف خود رسیده‌اند و رسماً اعلام پیروزی کنند. رادیو آلمان سرمست از موفقیت‌های اولیه گروه ارتش مرکز، اقدام به مخابرهٔ اعلامیهٔ هیتلر کرد مبنی بر این که «دشمن شکست خورده‌است و دیگر هیچگاه برنخواهد خاست». کشورهای متحد آلمان پیام‌های تبریک مخابره نمودند. ژنرال فرانسیسکو فرانکو از اسپانیا در تلگرامی به هیتلر نوشت: «از طرف خودم و مردم اسپانیا، تبریکات پرشورم را در ارتباط با پیروزی واپسین و نهایی ورماختِ باشکوه آلمان بر دشمن تمدن، به حضور جنابعالی می‌فرستم.»
در این شرایط با تصور دستیابی به «پیروزی تعیین‌کننده» در مسیر مسکو و با توجه به شرایط حساس سایر جبهه‌های جنگ، ورماخت تصمیم گرفت نیمی از یگان‌های ناوگان ۲ هوایی، از جمله تمامی سپاه ۲ هوایی را، برای پشتیبان هوایی گروه ارتش مرکز از جبههٔ مسکو به جبههٔ مدیترانه انتقال دهد تا با یگان‌های هوایی و دریایی بریتانیایی که مسیر حیاتی تدارکاتی آفریکاکور در شمال آفریقا را تهدید می‌کردند، مقابله کند. این انتقال سبب شد شوروی تصور کند کاهش «سه چهارمی» فعالیت لوفت‌وافه در نیمهٔ دوم ماه اکتبر در ناحیهٔ مسکو در اثر حملات هوایی آن به پایگاه‌های هوایی آلمان در ۱۱ تا ۱۸ اکتبر است. بدین ترتیب از مجموع ۹ گروه جنگنده که در ابتدا از عملیات تایفون پشتیبانی می‌کردند، تنها ۵ گروه جنگنده برای مشارکت در تهاجم نهایی به مسکو باقی ماند و لوفت‌وافه پس از یک ماه تنها قادر به به‌کارگیری ۵۰ تا ۱۰۰ جنگنده در مقابل توان رو به افزایش نیروی هوایی شوروی بود.
ضربهٔ سخت نخستین مرحلهٔ عملیات تایفون به مدافعان شوروی، شکافی بیش از ۵۰۰ کیلومتر در بین مواضع آن‌ها در مقابل مسکو باز کرده بود و تعداد بسیار اندکی از نیروهای آمادهٔ رزم شوروی بین خط دفاعی ویازما و مسکو باقی مانده بودند. ارتش‌های بیست‌ودوم، بیست‌ونهم و سی‌وسوم و گروه عملیاتی یرماکوف شوروی که گرفتار حلقهٔ محاصرهٔ آلمانی‌ها نشدند، توانستند مجموعاً با ۹۸ هزار نفر نیرو به مواضع دفاعی شرقی‌تر عقب‌نشینی کنند. بالغ بر ۲۵۰ هزار نفر از نیروهای شوروی توانستند از انهدام در این نبردها جان سالم به در ببرند. استالین قصد داشت کونیف را همانند دمیتری پاولوف، محاکمه کند اما ژوکوف او را منصرف کرد. شوروی هیچ ذخیرهٔ راهبردی برای پوشش این شکاف در اختیار نداشت، زیرا استاوکا همهٔ این نیروها را به محور جنوب غربی گسیل کرده بود. در پی این اوضاع، دولت شوروی که نگرانی بود این اماکن به دست آلمانی‌ها بیفتد، شروع به آماده‌سازی طرح‌هایی برای از بین بردن تأسیسات کلیدی مسکو و تخلیهٔ ارگان‌های دولتی از آن کرد.
به هر حال، ادامه عملیات ورماخت نیازمند اتمام کار پاکسازی دو منطقهٔ تحت محاصره بود؛ مأموریتی که مستلزم به‌کارگیری دو سوم از نیروهای گروه ارتش مرکز (۴۸ لشکر از ۷۵ لشکر) و صرف یک تا دو هفته زمان بود. در این رابطه، وزیر اطلاع‌رسانی رایش یوزف گوبلس با تشکیک در اتمام جنگ در این نقطه، روز ۱۱ اکتبر می‌نویسد: «برای مردم ممکن نیست بین «تعیین» و «پایان» تمایز قائل شوند». او مثال جنگ سال ۱۸۷۱ آلمان و فرانسه را می‌آورد که با وجود تعیین شدن سرنوشت جنگ در نبرد سدان، درگیری نظامی همچنان ادامه یافت. از این رو، در طرف شوروی، عده‌ای همچون گئورگی ژوکوف حتی ادعا کردند عمداً بخشی از نیروها توسط شوروی قربانی شدند تا آلمانی‌ها را درگیر نگاه دارند و برای تقویت دفاع مسکو زمان بخرند. به عقیده دیوید استاهل: «با توجیه شدن وسیله توسط هدف، شوروی چند ارتش خود را در ویازما از دست داد تا پایتخت خود را حفظ کند». در همین حال گروه ارتش مرکز در وضعیت تدارکاتی مناسبی به سر نمی‌برد. از همین رو، دقیقاً زمانی که دفاع شوروی در مقابل مسکو فروپاشیده بود، سرعت پیگیری عملیات ورماخت می‌بایست کمتر می‌شد. این مسئله نه تنها موجب اتلاف وقت آلمانی‌ها و وارد آمدن تلفات به آن‌ها شد، بلکه فرصت تنفسی برای شوروی فراهم آورد.